# Palazzo degli Elefanti
Il palazzo degli Elefanti (già palazzo Senatorio, per via del Senato Civico, l'antico nome del Consiglio Comunale) è un edificio storico di Catania, di cui svolge la funzione di municipio: esso è situato sul lato nord della scenografica piazza del Duomo, ha accanto la Cattedrale di Sant'Agata, e di fronte il Palazzo del Seminario dei Chierici. Al centro della piazza, fra i due palazzi, vi è anche la Fontana dell'Elefante.

## Storia

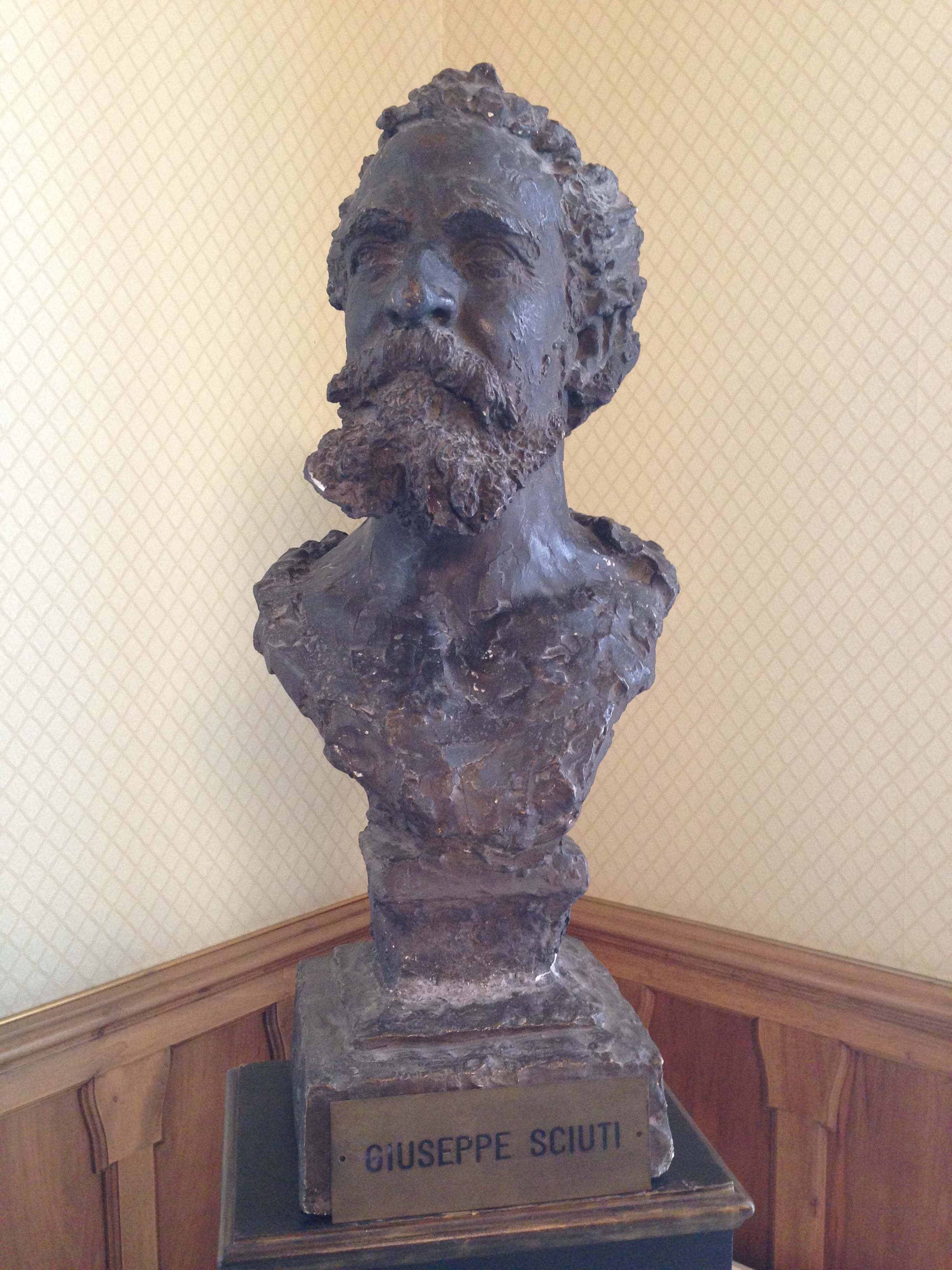
Giuseppe Sciuti, busto bronzeo

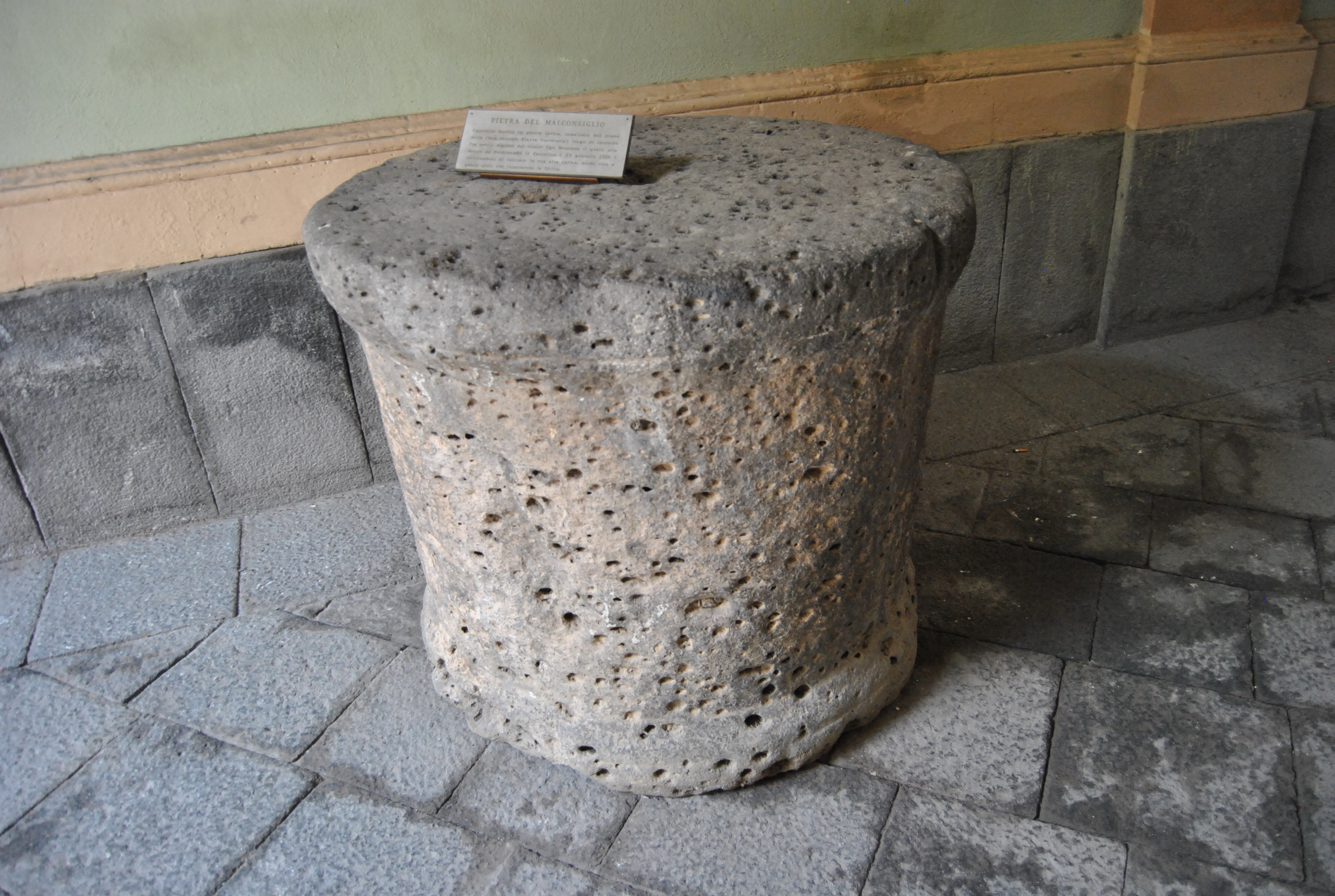
Pietra del Malconsiglio

### Epoca aragonese
Il primitivo edificio chiamato Palazzo Senatorio o Casa Senatoria o Loggia Senatoria o Loggia Medievale, semplicemente loggia, aveva la funzione di archivio comunale. I rappresentanti cittadini si riunivano nel peristilio, tra le sue mura talvolta si adunava il parlamento (assise documentate in città: 1281, 1296, 1336, 1353, 1397, 1416, 1460, 1475, 1478, 1494, ed ancora nel 1552, 1566).
Costruzione appartenente al sacro recinto al pari di altri edifici adiacenti, era definito genericamente col termine di cattedrale per indicare espressamente il luogo delle assise o curiae generales convocate dal sovrano. Le sessioni itineranti del Parlamento tenute nelle fedeli roccaforti di Catania, Messina e in molte città demaniali o regie della costa orientale siciliana, erano motivate dalle annose acredini tra fazione latina e catalana, fomentate dai vari esponenti della famiglia Chiaramonte, nucleo dichiaratamente ostile ai membri di Casa d'Aragona.
Alla stessa stregua delle signorie rinascimentali dell'intera penisola, il Gran Loggiato destinato alle adunanze pubbliche, a Catania si perfezionò col termine di loggia o portico, appellativo utilizzato per identificare il Palazzo Pubblico.
Lope III Ximénez de Urrea y de Bardaixi, viceré di Sicilia, dispose che i libri dei privilegi cittadini e le scritture varie ascrivibili ai sovrani aragonesi e alla regina Bianca di Navarra fossero raccolti in ogni parte del regno per essere custoditi negli archivi di questo stabile.

### Epoca spagnola
I tumulti di Catania iniziati il 27 maggio 1647, locale espressione della rivolta antispagnola, determinarono la parziale distruzione e il depauperamento degli archivi cittadini.
Alla sua costruzione nel 1696, subito dopo il terribile terremoto del 1693 che distrusse completamente le strutture, parteciparono numerosi architetti: il progetto originale fu realizzato da Giovan Battista Longobardo con la collaborazione dell'architetto Vincenzo Caffarelli dell'Ordine dei Crociferi e, dopo il 1757, su progetto dall'architetto Giuseppe Palazzotto.
Lo scalone d'onore che si apre sulla corte interna fu inserito nel XIX secolo da Stefano Ittar.

### Epoca contemporanea
Il 14 dicembre 1944, il Municipio fu incendiato da un gruppo di manifestanti contro la leva obbligatoria, per lo più giovani e spinti dal Movimento per l'Indipendenza della Sicilia: l'evento determinò la perdita dei preziosi archivi storici del Comune e di cimeli custoditi nel "Museo del Risorgimento", istituzione ospitata in alcuni ambienti del palazzo. 
Dopo l'incendio le sale interne furono nuovamente arredate nello stile originario, e l'edificio fu riaperto il 14 dicembre 1952, anniversario dell'incendio. In seguito ai successivi lavori di ristrutturazione, il palazzo è stato adibito nuovamente a sede del Municipio dal 1953.

## Esterno
L'edificio ha un impianto rettangolare con sviluppo maggiore sull'asse nord - sud, tre elevazioni che comprendono il piano nobile al livello intermedio. Prospetta sulla barocca Piazza Duomo ove fronteggia il Liotru e il Palazzo del Seminario dei Chierici. L'ingresso principale rivolto a mezzogiorno si apre su via Vittorio Emanuele II (già Strada Reale), quello orientale corrispondente all'ala con sviluppo maggiore, prospetta su via Etnea (già via Uzeda).
Il prospetto meridionale e quello corrispondente presentano una teoria di tre imposte per ala e livello, quello orientale e quello opposto cinque. Le partizioni scandite da lesene mostrano finestre ornate con timpano ad arco al piano terra, finestre - balconi balaustrati arricchiti da timpano triangolare spezzato al secondo, semplici finestre con cornice e ringhiera con colonnine al terzo.
La facciata d'impronta barocca presenta pilastri - paraste arricchiti alla base da bugne a diamante e a cuscino fino al primo piano, proseguono a mo' di lesene piatte e lisce fino all'architrave della trabeazione, senza capitelli. Il severo bugnato del primo ordine si equilibra coi caldi intonaci e le nervature verticali, realizzate insieme agli ornati in bianca pietra calcarea di Siracusa.
Il portale è compreso tra coppie di colonne binate in granito, collocate su alti plinti, che sorreggono il grande balcone centrale. Sulle mensole aggettanti dell'importante architrave si stagliano le statue raffiguranti la Giustizia e la Fede, grande stemma intermedio recante le armi della Città di Catania. Ai lati della cornice sono murate due targhe commemorative.

## Piano terra
Nell'androne sud del palazzo sono custodite due carrozze del Settecento, di cui una berlina, usata durante i cortei nell'ambito dei festeggiamenti di sant'Agata per condurre il sindaco alla chiesa di Sant'Agata alla Fornace per la processione del 3 febbraio volta a rinnovare l'offerta della cera, riproposizione del voto del «Senato di Catania» all'amata patrona e protettrice.
Cortile
Contrariamente allo sviluppo perimetrale esterno, il cortile interno si articola in lunghezza sull'asse est - ovest con portici settentrionale e meridionale di 5 arcate ciascuno poggianti su pilastri. Nel cortile e negli altri androni sono esposti alcuni reperti di varie epoche e opere d'arte contemporanea, spicca imponente e solitario nell'androne ovest il monoblocco detto Pietra del Malconsiglio.
- XV secolo, Sant'Agata, busto.
- XIX secolo, Genio di Catania, bassorilievo marmoreo, opera di Antonio Calì.
- ?, Epigrafe, lapide con elenco delle solennità da osservarsi da parte del "Senato di Catania".
- 1985, Giovanni Battista Vaccarini, medaglione bronzeo raffigurante l'artista, opera di Antonio Brancato.

## Piano nobile
- Scalone d'onore.
- Sala Bellini

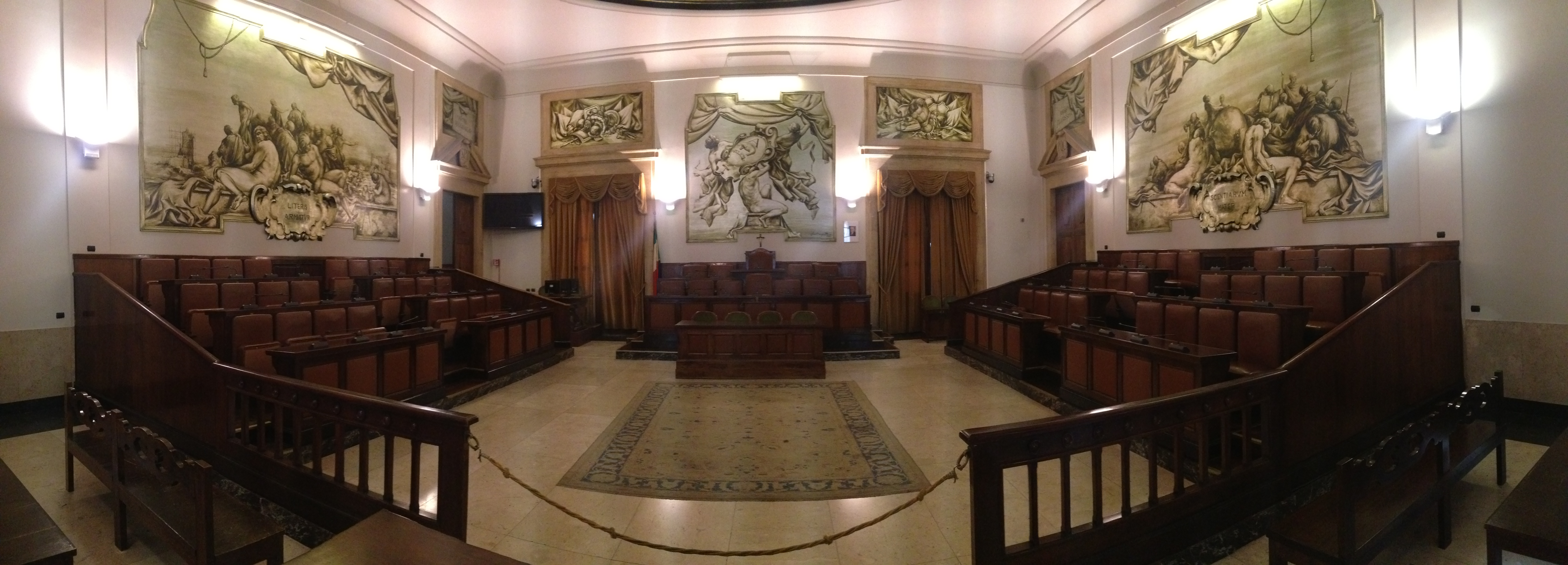
Sala del Consiglio

- Sala Giunta intitolata a Giuseppe Sciuti.
- Salone. Nel Cammarone settecentesco sono documentati affreschi realizzati da Giovanni Battista Piparo.[10]

Nel salone d'onore ed altri ambienti al primo piano sono custoditi dipinti opere del pittore catanese Giuseppe Sciuti:
- 1890, Episodio della spedizione di Pisacane a Sapri, olio su tela.
- 1894, Restauratio Aerarii, olio su tela, Salone Bellini.
- 1903?, San Sebastiano dopo il primo martirio, olio su tela.
- 1906, Giulio Cesare, olio su tela, pianerottolo scalone.
- 1908, Presepe, olio su tela.
- ?, Adultera, olio su tela, Sala Giunta.

Opere d'arte di Emilio Greco, Francesco Contraffatto.

## Galleria d'immagini

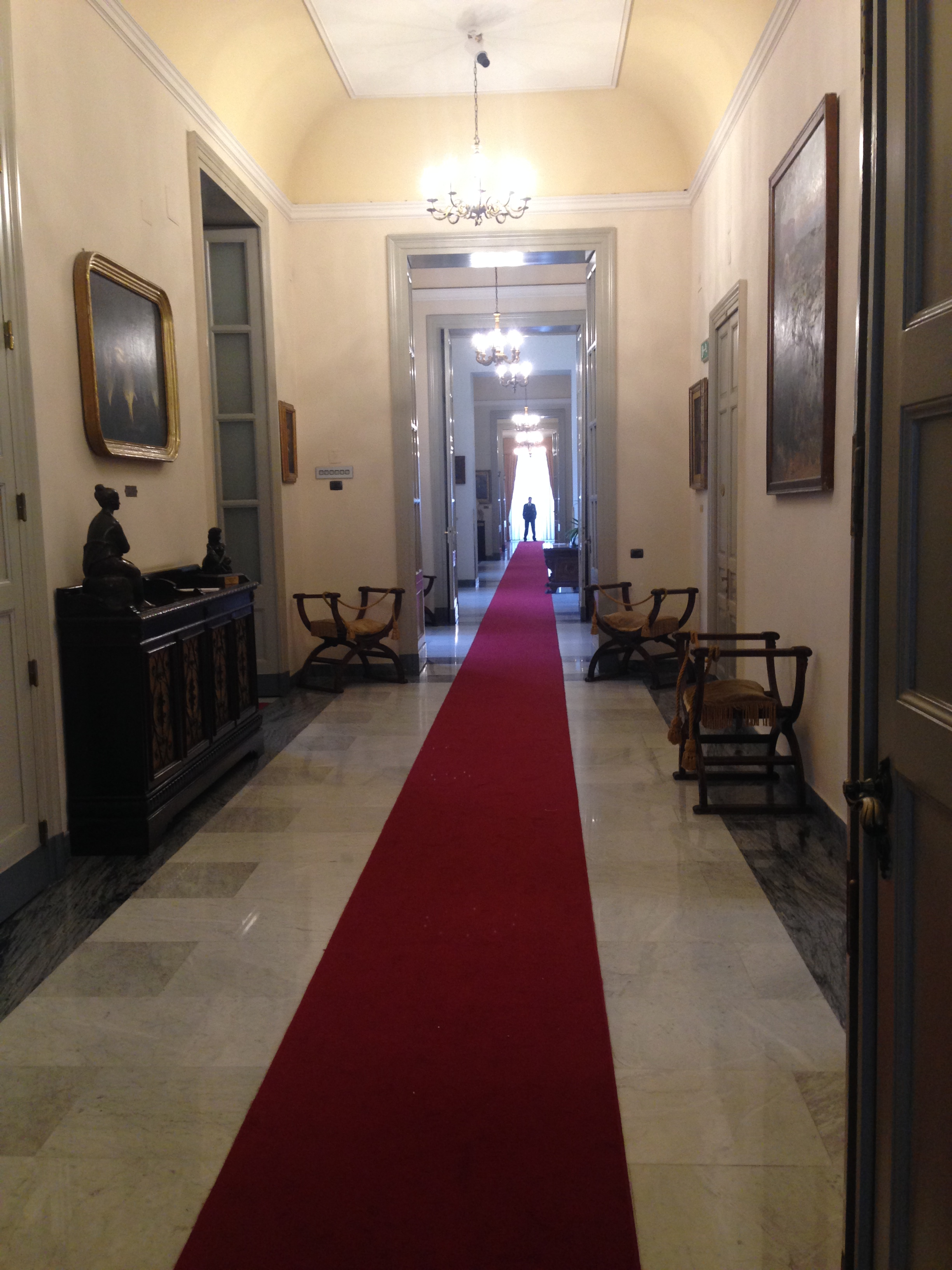
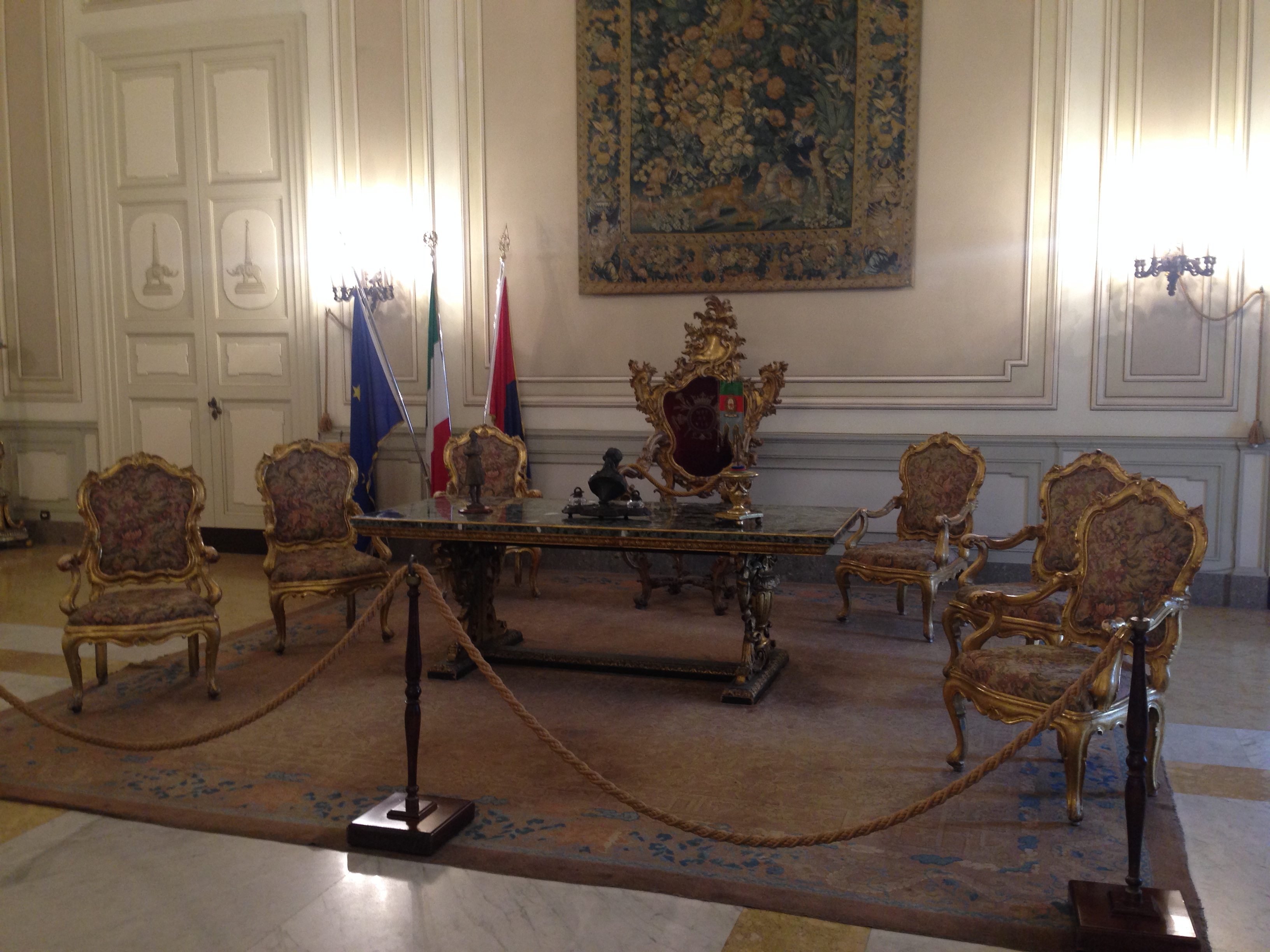
Sala Bellini
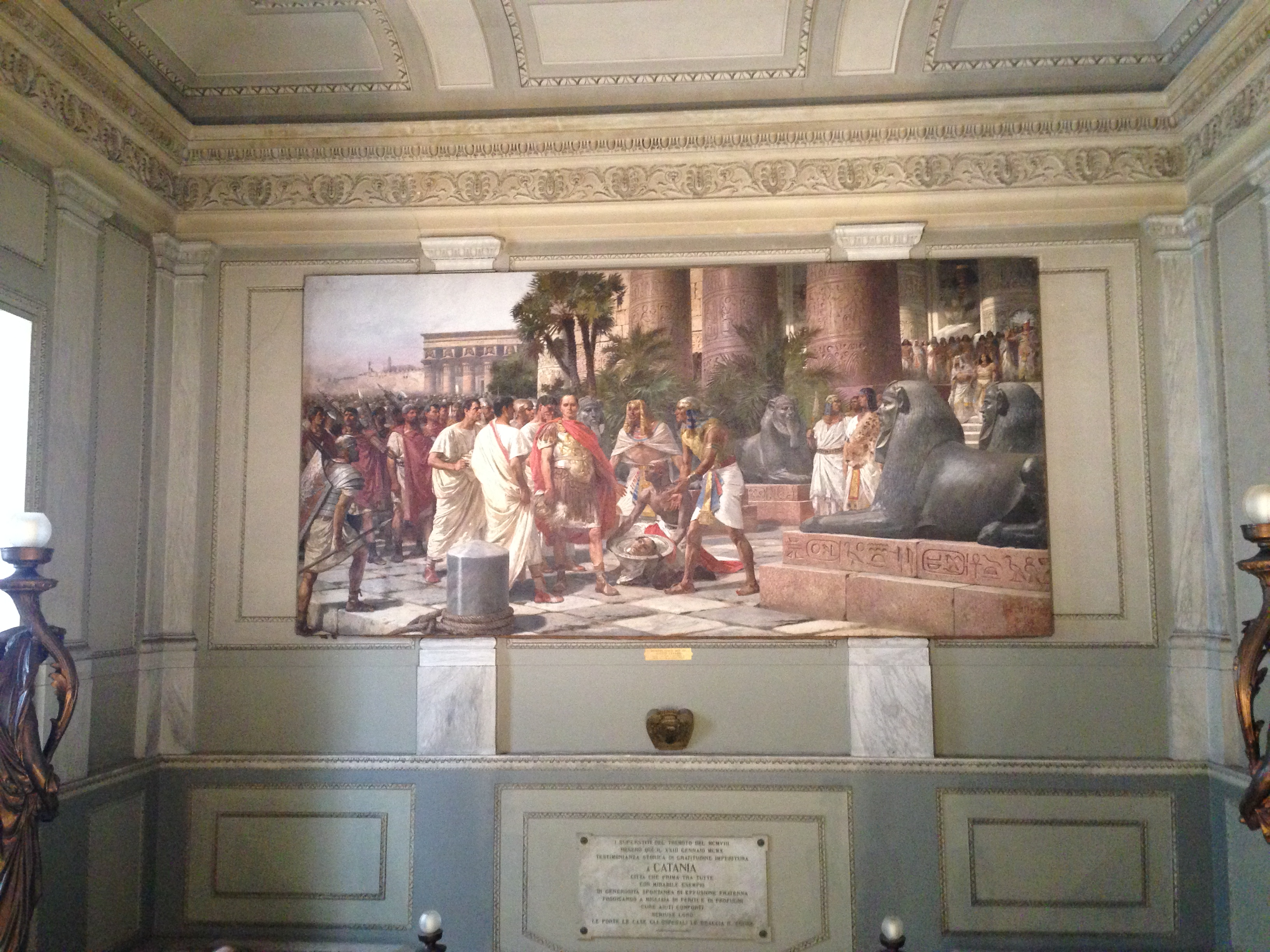
Dipinto di Sciuti sopra la scalinata
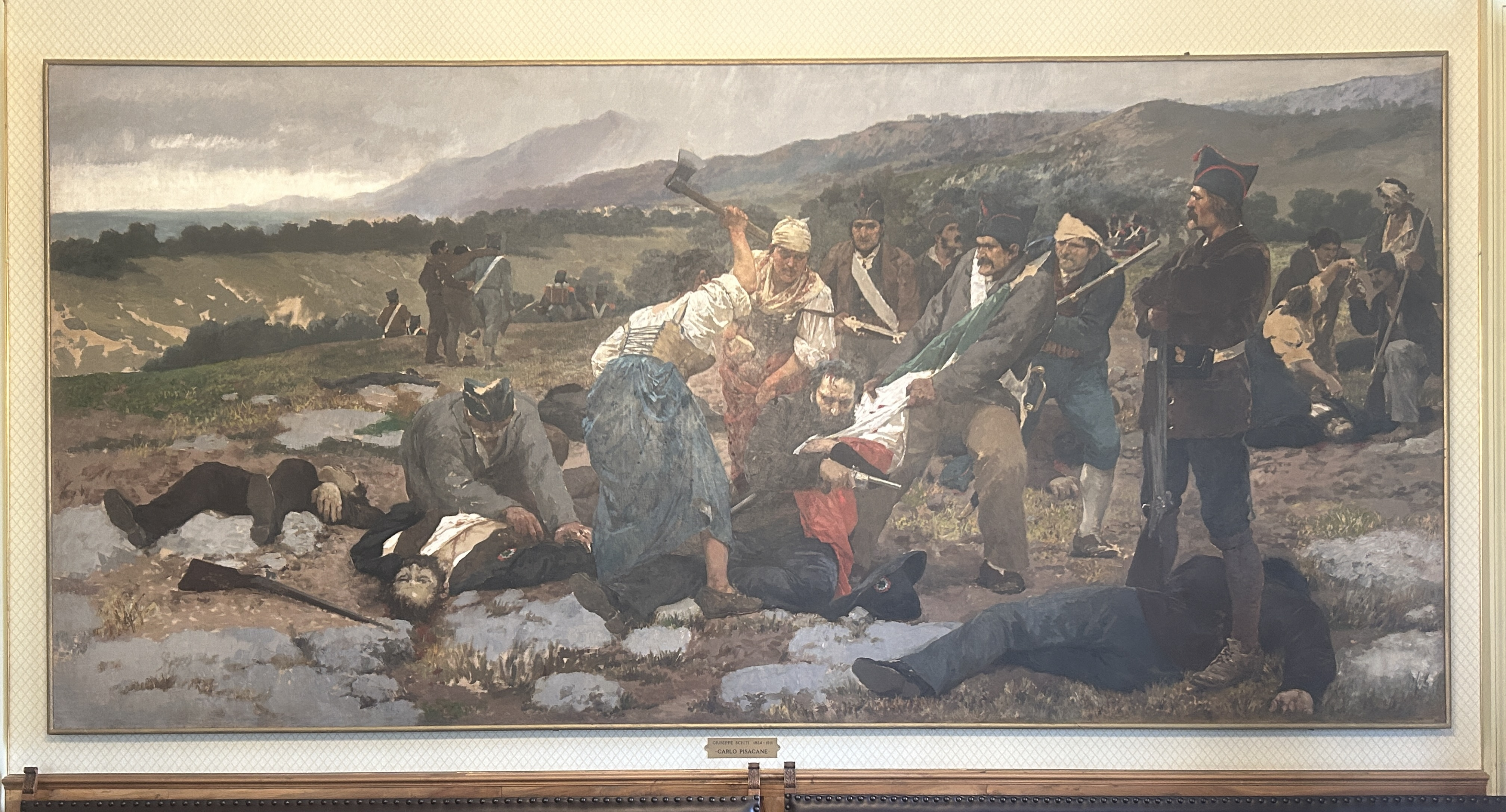
Carlo Pisacane in un dipinto di Sciuti
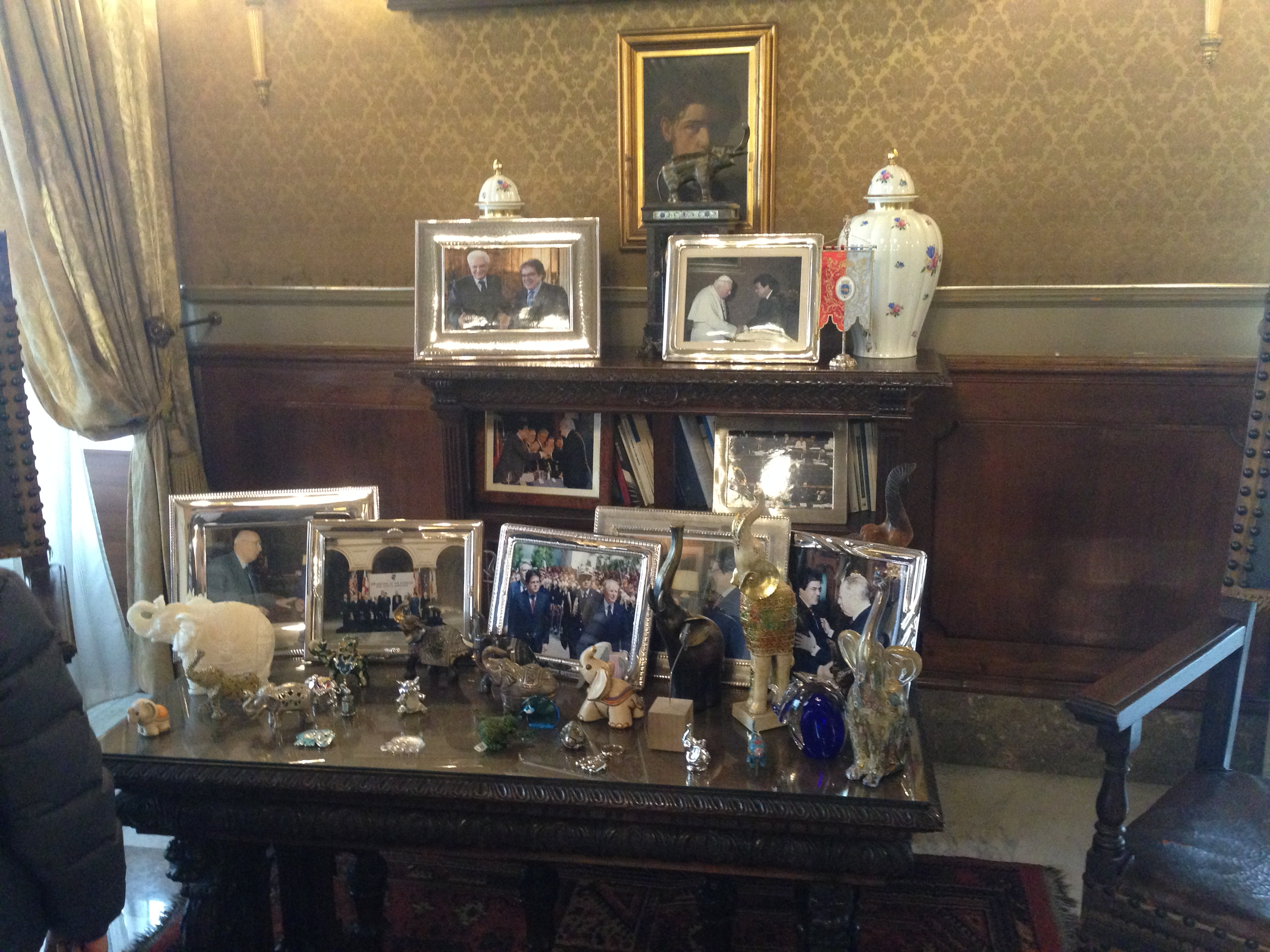
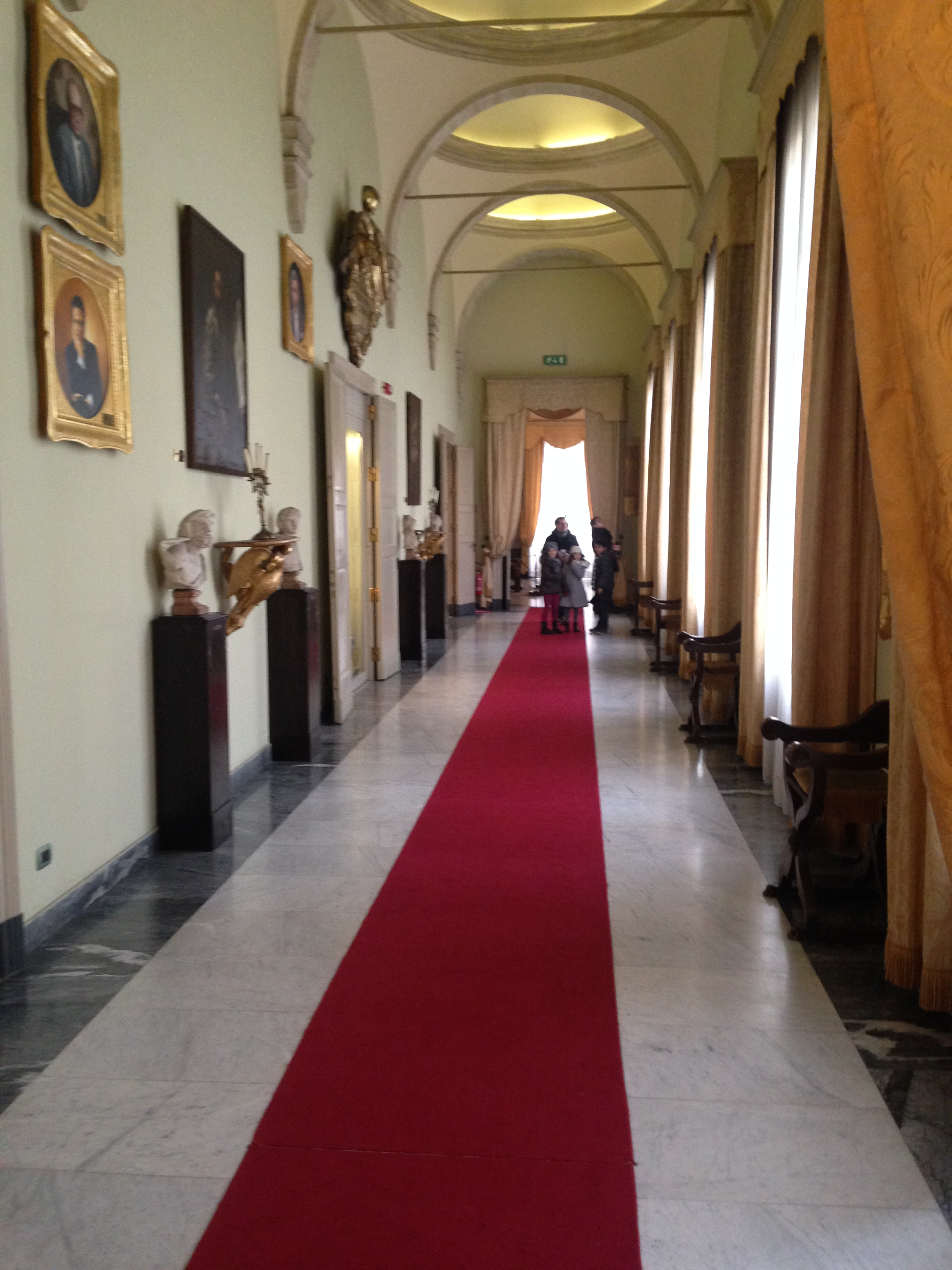

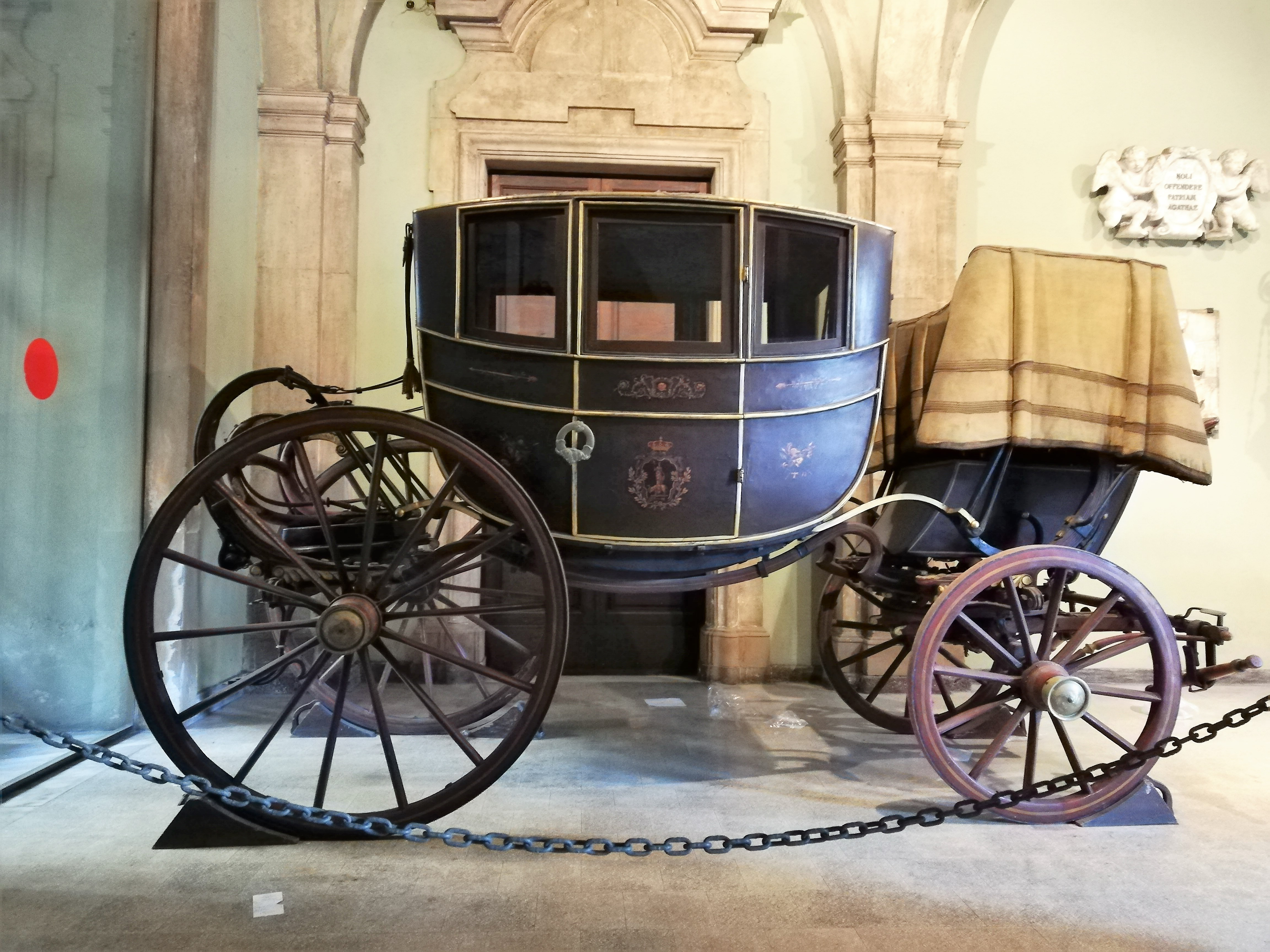
Carrozza del Senato
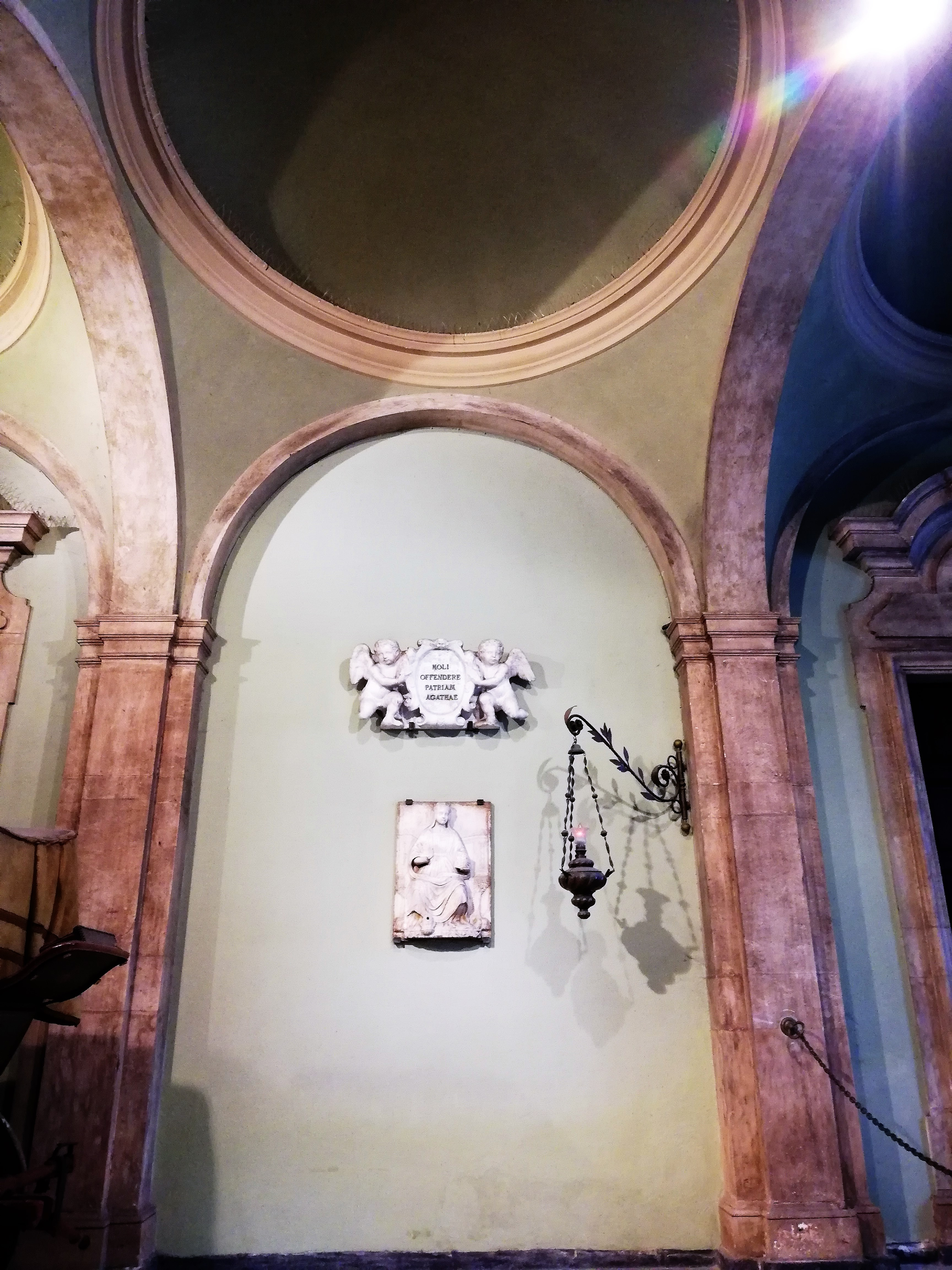
Targhe marmoree
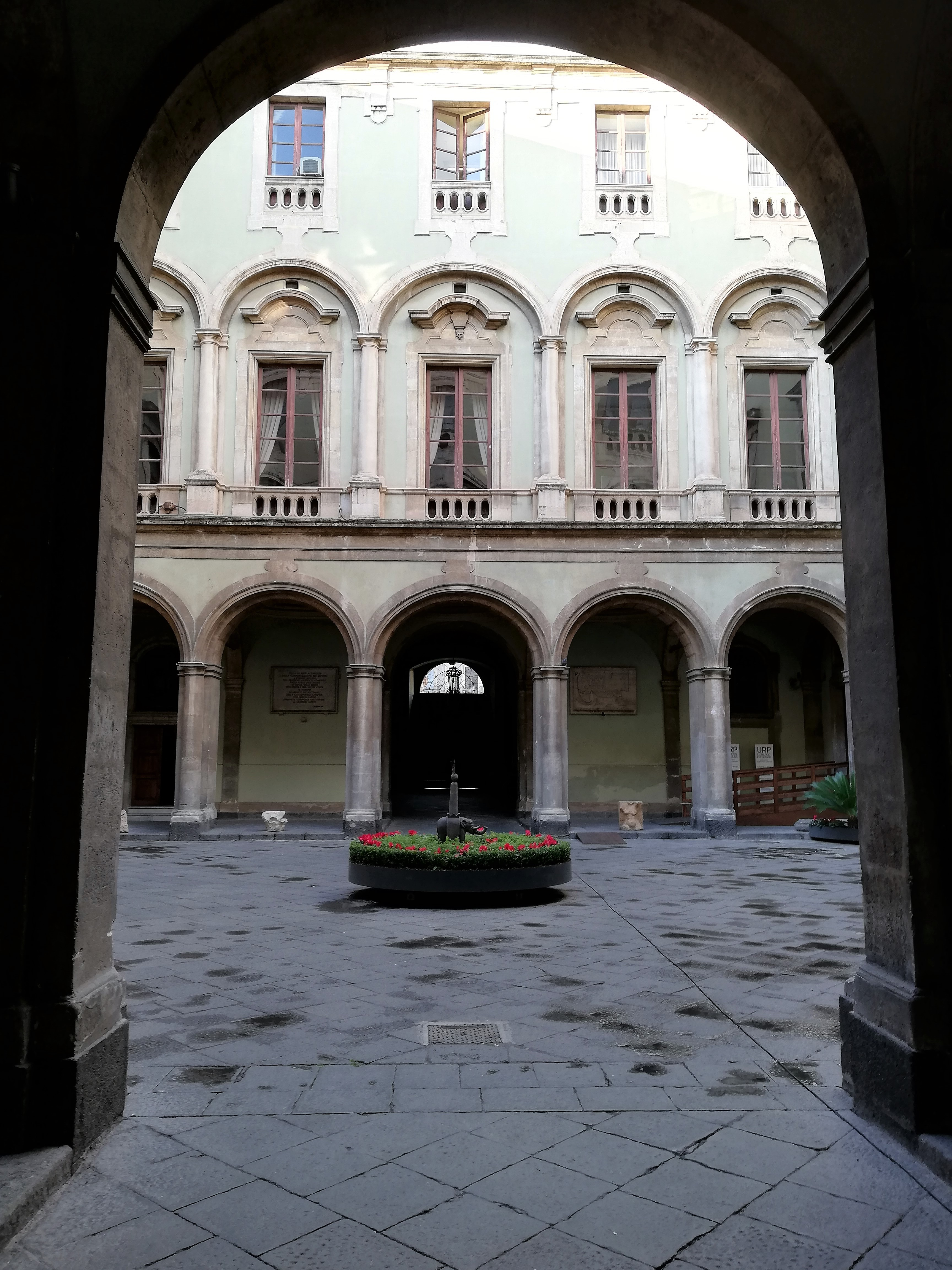
Cortile
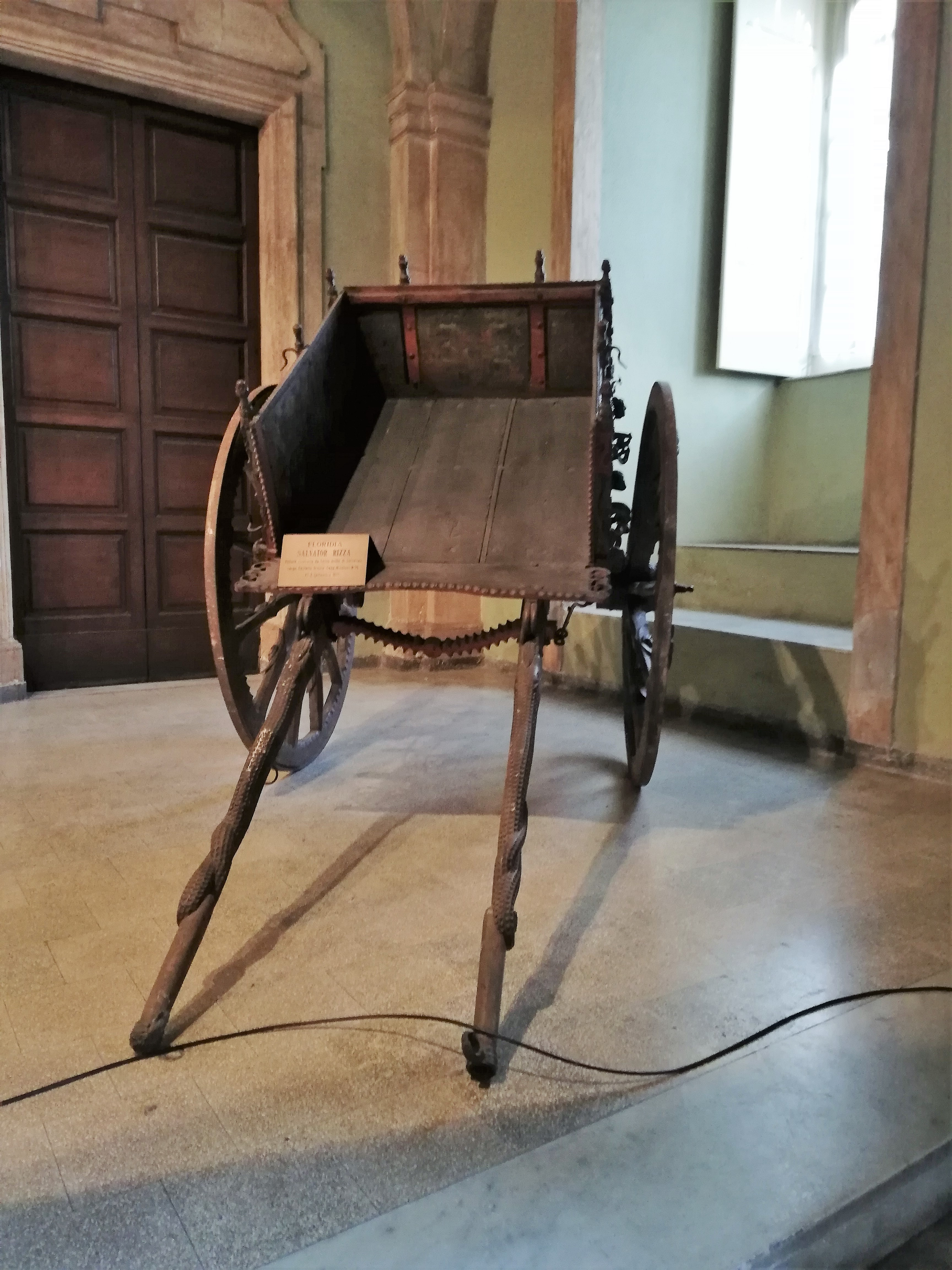
Carretto
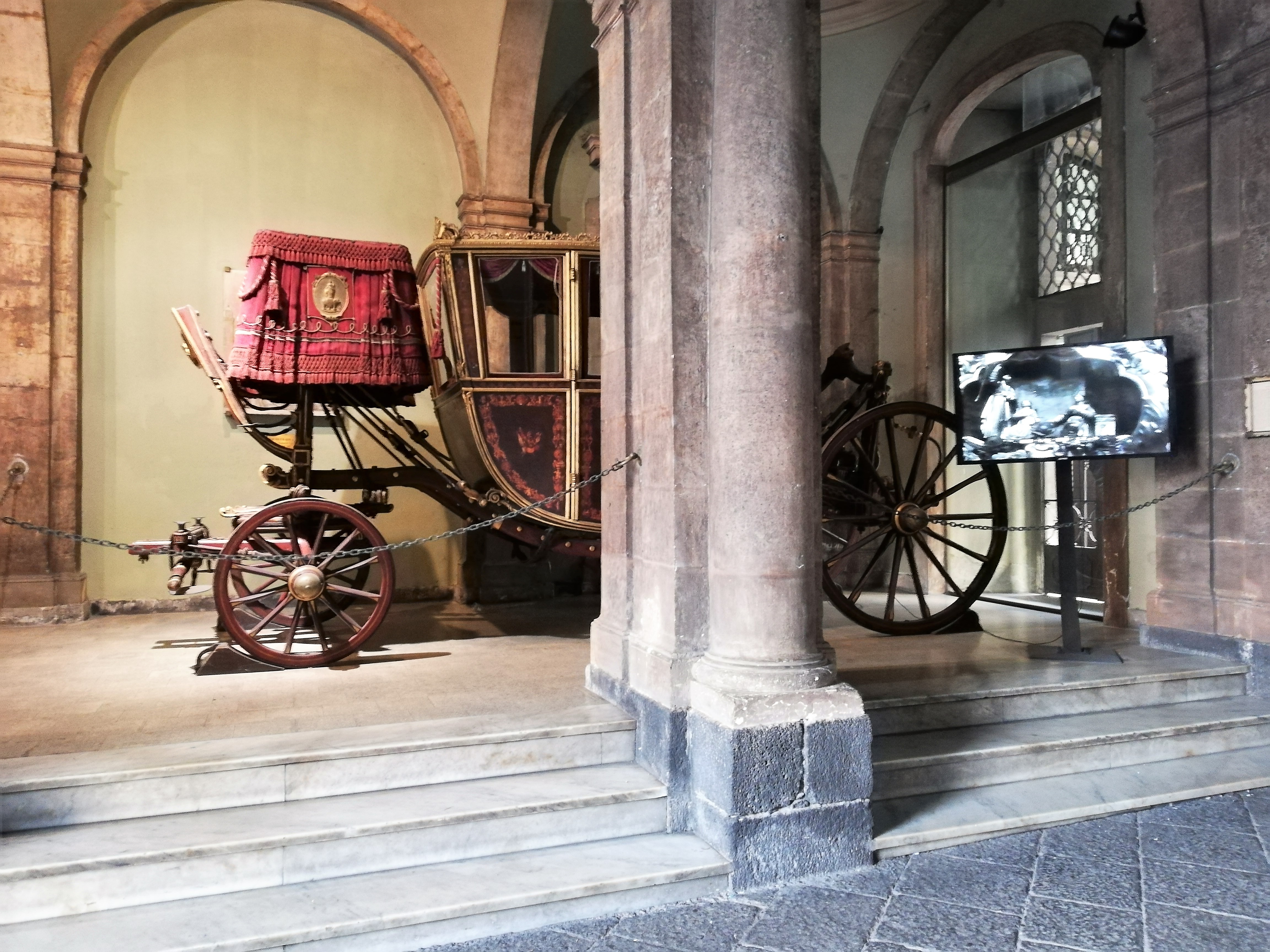
Carrozza del Senato